# Náš příběh
Náš příběh (v originále Notre histoire) je francouzský hraný film z roku 1984, který režíroval Bertrand Blier podle vlastního scénáře. Snímek měl světovou premiéru 16. května 1984.

## Děj
Robert Avrenche pracuje jako automechanik a má problém s alkoholismem. Jednoho dne ho při cestě vlakem osloví neznámá žena, která je ochotná se s ním milovat. Poté však zmizí a Robert po ní začne pátrat.

## Obsazení
| Alain Delon            | Robert Avranches                                                  |
| Nathalie Baye          | Donatienne Pouget / Marie-Thérèse Chatelard / Geneviève Avranches |
| Michel Galabru         | Émile Pecqueur, soused Donatienne                                 |
| Gérard Darmon          | Duval                                                             |
| Geneviève Fontanel     | Madeleine Pecqueur                                                |
| Jean-Pierre Darroussin | cestující a milenec                                               |
| Jean-François Stévenin | Chatelard                                                         |
| Sabine Haudepin        | Carmen                                                            |
| Ginette Garcin         | květinářka                                                        |
| Vincent Lindon         | Brechet                                                           |
| Bernard Farcy          | Farid                                                             |
| Norbert Letheule       | Paraiso                                                           |
| Jean-Louis Foulquier   | Bob                                                               |
| Philippe Laudenbach    | Sam                                                               |
| Paul Guers             | Clark                                                             |
| Michel Peyrelon        | soused                                                            |
| Jean-Claude Dreyfus    | soused                                                            |
| Jean Reno              | soused                                                            |
| Jacques Pisias         | Fred-Firmin                                                       |
| Jacques Denis          | soused                                                            |
| Nadia Barentin         | žena v posteli Émila Pecqueura                                    |
| Eric Prat              | číšník                                                            |

## Ocenění
- César: nejlepší herec (Alain Delon), nejlepší původní scénář nebo adaptace (Bertrand Blier); nominace v kategoriích nejlepší výprava (Bernard Evein), nejlepší střih (Claudine Merlin)